# Partícula gramatical
En lingüística, partícula gramatical es un término con un significado poco preciso, con que se designan informalmente algunas categorías funcionales o partes invariables de la oración. En general el término ha sido usado para las marcas de negación (partícula negativa), las marcas de interrogación (partícula interrogativa), algunos clíticos, las conjunciones e incluso adposiciones.
Las partículas frecuentemente son elementos clíticos adyacentes a las palabras con significado léxico. Sin embargo, dada la amplia variedad de elementos que han sido llamados "partículas" el término es muy ambiguo y poco preciso, razones por las cuales es poco usado formalmente.

## Partícula negativa
A veces se usa el término partícula negativa para designar a lo que tradicionalmente se corresponde con un adverbio de negación morfológicamente indescomponible, como por ejemplo la palabra no. Y se llaman elementos de polaridad negativa a otras palabras que sirven para expresar algún tipo de negación como: tampoco, nadie, etc.
En la lengua triqui encontramos partículas negativas que se colocan al final de la oración para indicar una oración negativa, por ejemplo la partícula mán:
Nitaj Riáa nne mán
no:estar María estar:sentado part. neg
'María no se encuentra'
Nun xà sij mán
no comerá él part. neg
'Él no comió'

## Partícula interrogativa
Las partículas interrogativas suelen aparecer en muchas lenguas para las "preguntas de sí o no". En español las preguntas de sí o no se realizan simplemente invirtiendo el orden del sujeto y el verbo o cuando no se cambia el orden con la entonación o una partícula interrogativa genuina:
¿Vendrá tu hijo mañana? (neutra)
¿¡Tu hijo vendrá mañana!? (con sorpresa)
Tu hijo vendrá mañana, ¿verdad? (con partícula interrogativa al final)
En español las palabras que hacen de partículas interrogativas en otros contextos pueden tener significado léxico (e.g. ¿verdad?). A final de una oración ¿sí? y ¿no? funcionan como partículas interrogativas.
En algunas lenguas como el japonés la forma normal de hacer pregunta es añadir una partícula interrogativa al final de la oración:
コーヒーはいくらですか
Kōhi wa ikura desu ka?
¿Cuánto cuesta el café?